# Jannete Hentati
Jannete Mirvat Habiba Hentati, född 15 juli 1982, är en svensk socialantropolog och författare.
Jannete Hentati växte upp i Luleå. Hon disputerade i socialantropologi på Stockholms universitet 2017 med en avhandling som baserade sig på fältarbete från två högstadieskolor i Malmö och Marseille i Frankrike och behandlade hur lärarna hanterade sitt uppdrag att forma och fostra samhällsmedborgare.
Jannete Hentati debuterade som skönlitterär författare 2023 med Älven i mig.

## Priser och utmärkelser
- 2024 - Samfundet De Nios Julpris[2]
- 2024 - Stiftelsen Klockrosens stipendium.[3]